# Fagi T-parzyste
Fagi T-parzyste – grupa fagów zjadliwych, czyli zabijających zarażoną przez siebie komórkę. Nie występuje u nich nigdy zjawisko lizogenii. W czasie zakażenia przejmują całkowitą kontrolę nad metabolizmem gospodarza.
Genom fagów T-parzystych ma masę 100-130 MDa. Koduje 55-170 genów. Zawiera on zamiast cytozyny jej pochodną: 5-hydroksymetylocytozynę. Zabezpiecza to przed działaniem enzymów fagowych rozkładających DNA gospodarza. Dodatkowa glikozylacja niektórych jej cząsteczek chroni przed działaniem restrykcyjnych enzymów bakterii. Przykładem faga T-parzystego jest bakteriofag T-4, porażający komórki E. coli.
Fag T-4 ma budowę bardzo złożoną. Składa się z ikosaedralnej główki, ogonka (posiadającego rdzeń i kurczliwą otoczkę), podstawki oraz wyrastających z niej sześciu włókienek. Po rozpoznaniu ściany komórkowej bakterii przez włókienka następuje skurcz otoczki ogonka, w wyniku czego ogonek przebija ścianę komórkową. Proces ten oprócz mechanicznego ma również charakter enzymatyczny, ponieważ białka podstawki mają zdolność lizy polisacharydów ściany bakterii.

## Przebieg infekcji
- Adsorpcja faga i wstrzyknięcie kwasu nukleinowego. Nić wprowadzana jest od strony 5' nici wczesnej, tak więc niektóre geny ulegają ekspresji, zanim cały DNA zostanie wprowadzony do komórki.
- W wyniku ekspresji genów wczesnych dochodzi do rozkładu genomu gospodarza. Fag posiada enzymy umożliwiające wykorzystanie przez niego nukleotydów uwolnionych w tym procesie.
- W wyniku replikacji DNA powstają konkatamery. W tym stadium może dojść do rekombinacji genetycznej między kilkoma wirusami, które poraziły tę samą komórkę. W rezultacie mapa genetyczna faga T4 ma kształt kolisty, a nie liniowy.
- Ostatnim stadium regulowanym przez geny późne jest składanie wirionów potomnych i liza komórki.